# Lectionnaire de Luxeuil
Le lectionnaire de Luxeuil (BnF, lat. 9427), ou lectionnarium gallicanum (lectionnaire gallican) est considéré comme l'un des chefs-d'œuvre de l'enluminure mérovingienne. Réalisé vers 700, il provient de l'abbaye de Luxeuil.

## Historique
D'après les indices paléographiques, le manuscrit provient d'une abbaye colombanienne en rapport avec l'Irlande. Il s'agit probablement de l'Abbaye Saint-Pierre et Saint-Paul de Luxeuil dont le scriptorium est alors en pleine production, aux environs de l'année 700. D'après les textes qu'il contient, il pourrait avoir été réalisé à destination d'un lieu de culte séculier, peut-être la cathédrale de Langres. Le manuscrit a aussi été localisé à l'abbaye de Morigny près d'Étampes, dans le sud-est de la France ou à l'abbaye de Corbie. 
Le manuscrit est redécouvert par Jean Mabillon en 1683 dans la bibliothèque de l'abbaye de Luxeuil et le décrit dans la préface de son ouvrage De liturgia gallicana. Il est probablement déplacé après la fermeture de l'abbaye en 1790, mais sa localisation n'est pas connue. Il pourrait être passé entre les mains du bibliomane italien Guillaume Libri, comme d'autres manuscrits de Luxeuil, les ex-libris de l'abbaye ayant été grattés puis recopiés. En 1857, la Bibliothèque nationale de France en fait l'acquisition auprès du libraire parisien Benjamin Duprat qui le tenait lui-même d'un certain baron de Marguery. Ce dernier n'a pu être identifié.

## Description
L'ouvrage est la source la plus complète au sujet de la liturgie en usage en Gaule à l'époque mérovingienne. Il indique des passages de la bible, soit de la Vetus latina, soit de la Vulgate, destinés à être lus à chaque messe de l'année, ainsi que les lectures de chaque heures du jour. Il possède peu d'office des saints (sept) mais à l'inverse le commun des saints est très long. Le manuscrit est incomplet, mutilé au début du texte et à la fin ainsi que dans certains passages du corps du texte, mais reste le lectionnaire le plus complet de son temps.
Le texte est écrit en minuscule dite « de Luxeuil », c'est-à-dire issue de la cursive romaine avec une légère influence insulaire. Il est décoré de lettrines ornées faites de couleurs vives et de décors zoomorphes : poissons, oiseaux, et floraux. L'origine de ce style reste encore obscure entre une influence romaine ou une originalité mérovingienne. Le titre de la Passion de saint Julien et sainte Basilisse, placé sous un portique, trahit, quant à lui, une influence wisigothique. 

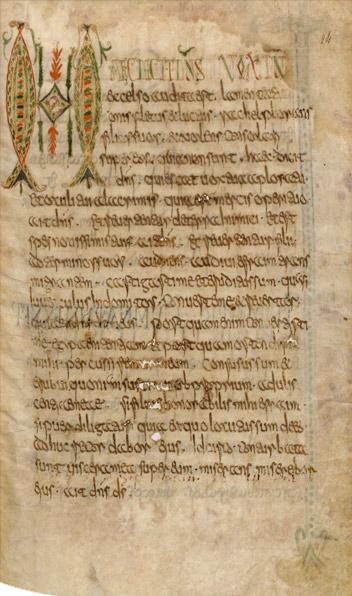
Lettrine en forme de poissons, f.24
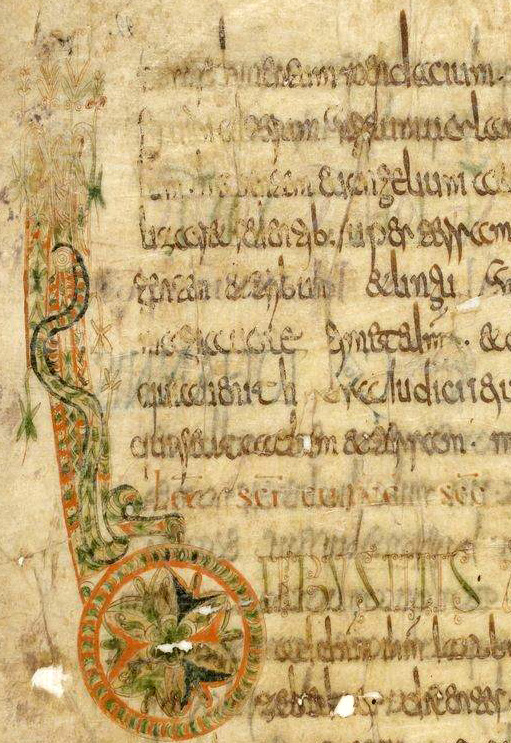
f.22v.
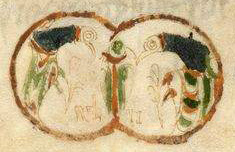
Deux oiseaux en bas de page, f.224v.
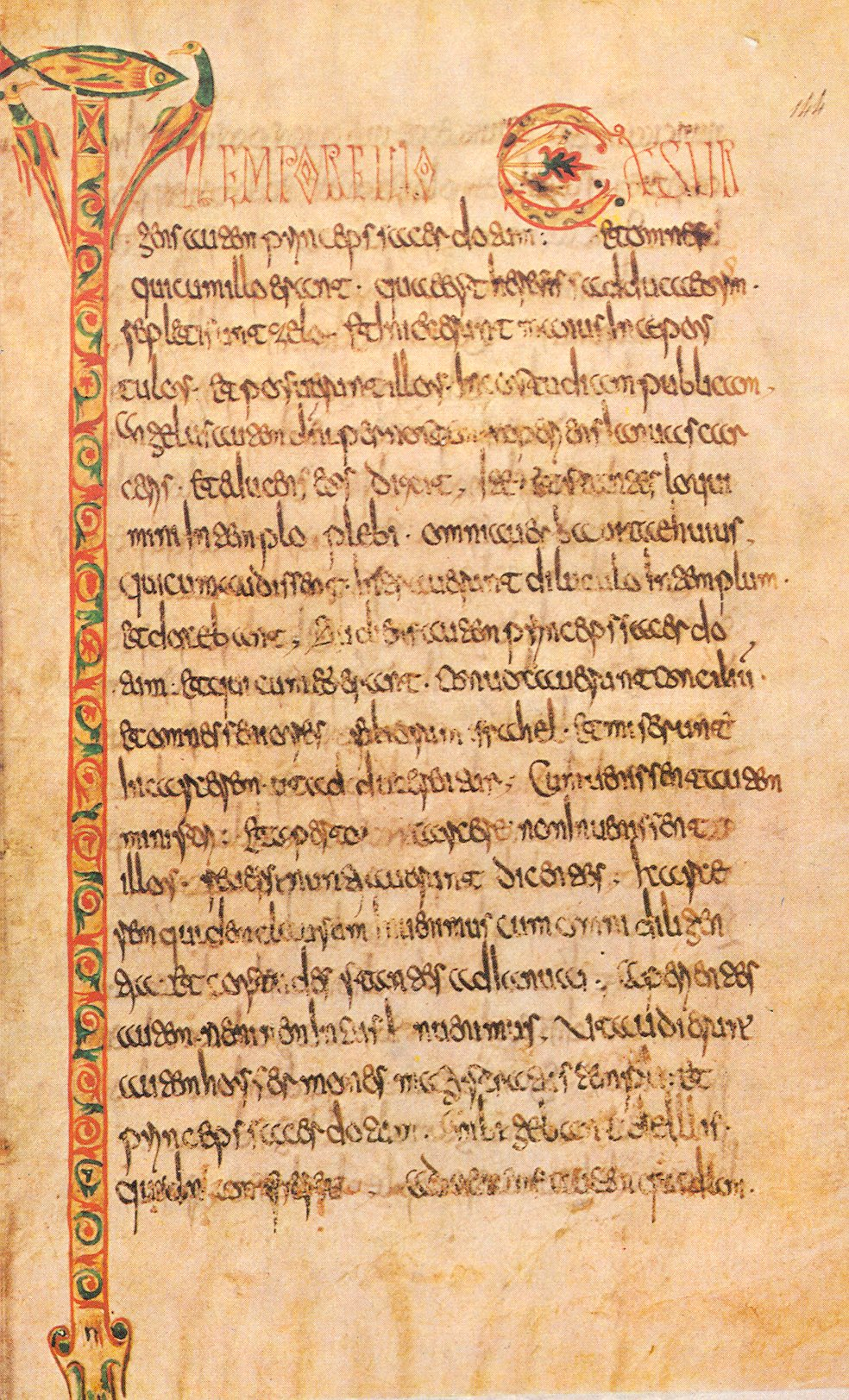
f.144